# Infernus
Roger Tiegs (Nordfjord, 18 de junio de 1972), conocido por su nombre artístico, "Infernus", es un músico noruego de black metal. Es el líder y fundador de la banda noruega Gorgoroth, así como del sello discográfico Forces of Satan Records. Tiegs es principalmente guitarrista, aunque ha tocado el bajo, la batería y ha cantado en álbumes de Gorgoroth y otras bandas.

## Biografía
También ha participado en otras bandas de black metal como Borknagar y Orcustus. Participó en el proyecto Norwegian Evil junto con Tormentor. En junio de 2006, creó Forces Of Satan Records junto con Adrian Skogstad.

## Creencias
Infernus es satánico y como miembro fundador de Gorgoroth, ha creado la banda en función de su religión, proclamándose a sí mismo 'Ministro de Satán en la Tierra'. Cuando en marzo de 2009 se le preguntó que practicaba específicamente, lo describió como la forma agnóstica del satanismo. En una entrevista realizada en marzo de 2009, tras el final de la disputa del nombre Gorgoroth con sus excompañeros Gaahl y King ov Hell, Infernus se reafirmó como la columna vertebral y pilar ideológico de Gorgoroth'. También ha expresado su rechazo hacia la Iglesia de Satán de Anton LaVey.

## Discografía
Gorgoroth
- 1993: A Sorcery Written in Blood
- 1994: Promo '94
- 1994: Pentagram
- 1996: Antichrist
- 1996: The Last Tormentor
- 1997: Under the Sign of Hell
- 1998: Destroyer
- 2000: Incipit Satan
- 2003: Twilight of the Idols
- 2006: Ad Majorem Sathanas Gloriam
- 2007: Bergen 1996
- 2008: Black Mass Krakow 2004
- 2008: True Norwegian Black Metal - Live in Grieghallen
- 2009: Quantos Possunt ad Satanitatem Trahunt
- 2015: Instinctus Bestialis

Borknagar
- 1996: Borknagar

Desekrator
- 1997: Desekrator Demo[4] sfsfeEEE

- 1998: Metal for Demons
- 1999: Hot in the City/Overdose/Take Us to the Pub[5]

Orcustus
- 2002: Demo 2002
- 2003: World Dirtnap
- 2005: Wrathrash
- 2009: Orcustus

Norwegian Evil
- 2005: A Norwegian Hail to Von